# Кривоносово (Кировоградская область)
Кривоно́сово (укр. Кривоносове; с 1962 по 2016 г. — Червонозо́ревка) — село в Кетрисановской сельской общине Кропивницкого района Кировоградской области Украины.
До 2020 года входило в Бобринецкий район
Население по переписи 2001 года составляло 391 человек. Почтовый индекс — 27225. Телефонный код — 5257. Занимает площадь 2,005 км². Код КОАТУУ — 3520888001.